# Clubiona leonilae
Clubiona leonilae este o specie de păianjeni din genul Clubiona, familia Clubionidae, descrisă de Alberto Barrion și Litsinger, 1995.
Este endemică în Filipine. Conform Catalogue of Life specia Clubiona leonilae nu are subspecii cunoscute.